# Budrovci
Budrovci – wieś w Chorwacji, w żupanii osijecko-barańskiej, w mieście Đakovo. W 2011 roku liczyła 1260 mieszkańców.